# Sómér (folyóirat)
A Sómér zsidó ifjúsági cserkészlap volt. Székhely: Marosvásárhely. 1924. július 1. és 1926. július 1. között jelent meg. Nyelve: magyar.

## Szerkesztői, működése
1924–25-ben Weinstein Gyula és Sárkány Imre szerkesztette, 1926. január 1-jétől Assér Lemil; felelős szerkesztője mindvégig Engelberg Dezső. Állandó munkatársai közé tartozott Havas József is.
A Sómér rendszeresen közölt részleteket Baden-Powellnek, a cserkészmozgalom megalapítójának cserkészkönyvéből. Egyes rovatai a sómérok (cserkészek) gyakorlati kiképzését szolgálták. Ugyanakkor tudósította olvasóit Erdély városainak, valamint a különböző országoknak a cserkészmozgalmáról.
Foglalkozott a zsidóságot érintő problémákkal is: közölte Herzl Tivadarnak, a cionista mozgalom megteremtőjének tanulmányait (Zsidókérdés Európában. 1924/1; A Palesztina-eszme. 1924/3). Külön rovata volt, amelyben az Izraelbe távozott „sómértestvérek” beszámolói jelentek meg ottani életükről.